# أحمد موسى جبريل
أحمد موسى جبريل (1972؛ أبو خالد) هو واعظ إسلامي فلسطيني أمريكي رجل دين، وإمام. في عام 2004، أُدين بـ 42 تهمة بما في ذلك الاحتيال، متأثرًا أيديولوجيًا بحركة الصحوة، التي تجمع بين الأيديولوجية الثورية الإسلامية لسيد قطب المختلطة بالوهابية السعودية، فهو يروج للإسلاموية السلفية المتشددة، وقد خطب على نطاق واسع عن الحرب الأهلية السورية بعبارات مؤيدة للسنة عاطفية للغاية. على الرغم من أنه ليس معروفًا أنه ينتمي بشكل مباشر إلى أي جماعة معينة، فقد زُعم أنه كان مصدر إلهام للعديد من المقاتلين الجهاديين السنة الناطقين باللغة الإنجليزية في سوريا، سواء في جبهة النصرة أو الدولة الإسلامية في العراق والشام، وفي أماكن أخرى.

## سيرته
ولد جبريل في ديربورن بولاية ميشيغان عام 1972، وعاش عندما كان طفلاً لبعض الوقت في المدينة المنورة بالمملكة العربية السعودية حيث كان والده مسجلاً في الجامعة الإسلامية بالمدينة المنورة. ثم عاد إلى الولايات المتحدة لإكمال تعليمه الثانوي، والذي أكمله في عام 1989. عاد بعد ذلك إلى المدينة المنورة للدراسة في الجامعة الإسلامية بالمدينة المنورة، وحصل على شهادة في الشريعة. حصل على درجة البكالوريوس من كلية الحقوق في ميشيغان، ونال الماجستيرو الدكتوراه في القانون.
في منتصف وأواخر تسعينيات القرن العشرين، أنشأ جبريل موقع السلفيون على الإنترنت والذي احتوى على مقاطع فيديو لخطباء إسلاميين وصفهم الادعاء العام الأمريكي بأنهم "مكتبة من الخطب المعادية لأمريكا بشكل متعصب" حيث "شجع طلابه على نشر الإسلام بالسيف، وشن حرب مقدسة[و كراهية وقتل غير المسلمين". توقف الموقع عن العمل بعد اعتقاله وسجنه في عامي 2003 و2004.
في اليوم التالي للهجوم بالقنابل الذي وقع في 13 نوفمبر/تشرين الثاني 1995 وأسفر عن مقتل ستة أشخاص، بينهم أربعة أميركيين، في الرياض، أرسل جبريل، باستخدام خط هاتفي مشترك تحت اسم مستعار هو توماس سعد، فاكساً إلى شبكة سي إن إن يقول فيه إن هدفه هو "طرد اليهود والمسيحيين من شبه الجزيرة العربية" كما أمر محمد. واختتم قائلا: "ستكون هناك سلسلة من التفجيرات التي ستليها مهما زُهقت أرواحنا أو جثثنا في السجون. وهذا هو السبب الدقيق لاختيارنا هذا المبنى". ومع ذلك، لم تجد الحكومة أي دليل على أن جبريل كان على صلة بالتفجير نفسه سوى إرساله فاكسًا، ولم تُحاكمه، مع أنها أشارت لاحقًا إلى الفاكس في مذكرة الحكم التكميلية لعام 2005 للمحاكمة الجنائية لعامي 2003 و2005.

## الإدانة والسجن
في عام 2004، تمت محاكمة جبريل ووالده معًا في ديترويت بإجمالي 42 تهمة جنائية، من الجرائم التالية: التآمر، والاحتيال المصرفي، والاحتيال الإلكتروني، وغسيل الأموال، والفشل في تقديم إقرارات ضريبة الدخل، وحيازة أسلحة نارية وذخيرة. أدين جبريل وحُكم عليه بهذه الجرائم بالسجن لمدة ست سنوات ونصف في سجن شديد الحراسة، ثم سُجن بعد ذلك في مجمع تيرهوت الإصلاحي الفيدرالي، حيث أُطلق سراحه في وقت ما خلال عام 2012. كان رقم تحديد مكان جبريل لدى مكتب السجون الفيدرالي هو 31943–039.
قبيل النطق بالحكم، قدمت النيابة العامة مذكرة لدحض ادعاءات عائلة جبريل التي كانت تهدف إلى تخفيف العقوبة. وفيها، وثقوا كيف أدرك ساعي البريد في إحدى المرات أنه يسلم بريداً موجهاً إلى أكثر من 80 اسماً مستعاراً مختلفاً، وكيف اكتشف المحققون في منزل شقيقته بطاقات تسجيل الناخبين تحت أسماء مستعارة معروف أن جبريل يستخدمها. دعم جبريل نفسه وأفراد عائلته من خلال "تدمير العقارات المؤجرة بشكل منهجي من أجل الحصول على عائدات التأمين، وترهيب المستأجرين وتهديدهم في هذه العملية".

## التأثير الأخير
بعد أيام من إطلاق سراحه من السجن في عام 2012، بدأ في نشر آرائه عبر الإنترنت، وإنتاج مقاطع فيديو على موقع يوتيوب، والعمل على وسائل التواصل الاجتماعي. يقال أنه موجود على قائمة مراقبة مكتب التحقيقات الفيدرالي. في يونيو 2014 تم تقييد وصوله إلى الإنترنت بسبب انتهاكه للمراقبة. انتهت هذه القيود في مارس 2015. في الفترة ما بين يونيو 2014 ويونيو 2017، لم يُعرف أن جبريل قد تمكن من الوصول إلى حسابه الأساسيعلى فيسبوك.
يصفه باحثون في كلية كينجز لندن بأنه داعية غير تقليدي،"لا يحرض أتباعه علنًا على العنف" و"يتخذ دور المشجع: يدعم مبادئ المعارضة المسلحة ضد الأسد، غالبًا بعبارات عاطفية للغاية، مع استخدام مصطلحات دينية أو طائفية مشحونة للغاية. يتسم سلوكه العام تجاه الغرب بالمواجهة وعدم الثقة، مما يغذي تصور وجود مؤامرة غربية ضد الإسلام والمسلمين على حد سواء."
أشارت دراسة أجراها المركز الدولي لدراسة التطرف والعنف السياسي إلى أن نحو 60% من 150 مقاتلاً أجنبياً في الحرب الأهلية السورية يتابعون جبريل على حساباتهم على تويتر. حسابه على تويتر لديه أكثر من 33000 متابع وحسابه على الفيسبوك لديه أكثر من 145000 إعجاب.
ورد أن جبريل كان مؤثرًا على الإرهابيين في الولايات المتحدة منذ خريف عام 2014، حيث كانت هناك عملية قطع رأس مستوحاة من الشريعة الإسلامية في مصنع لتعبئة اللحوم في أوكلاهوما، واتهام بمحاولة القتل ومحاولة تمويل داعش لمدير متجر البيتزا المهاجر اليمني مفيد الفجيح. وفي وقت لاحق، حُكم على الفجيح بالسجن لمدة 22 عامًا بسبب مشاكله، والتي تضمنت جهودًا لتجنيد الجهاديين على تويتر وواتساب وعلى 23 حسابًا مختلفًا على فيسبوك.
في مايو 2016، كشف المدعي العام الأسترالي كجزء من محاكمة مؤامرة إرهابية أن "واعظًا يطلق على نفسه اسم الفيس بوك" استخدم تلك الوسيلة لنشر "أمر بكراهية جميع غير المسلمين"، وأن صفحته على الفيس بوك كانت تحتوي على مكالمات فيديو للجهاد من قبل أحمد موسى جبريل.
في أغسطس/آب 2016، أدرج المدعي العام الهندي جبريل ضمن 14 فرداً من مروجي دعاية داعش في محاكمة محمد فرحان. وقد كتب في لائحة الاتهام ما يلي:
"أنشأ فرحان حسابه على الفيسبوك في أغسطس 2014، وذلك في المقام الأول لمتابعة المنشورات والصور ومقاطع الفيديو والمحاضرات عبر الإنترنت المتعلقة بتنظيم الدولة الإسلامية... وأحمد جبريل، الذي دعم وبرر الأنشطة الإرهابية لداعش من خلال القرآن والحديث، أصبح فرحان، تحت تأثير هؤلاء الدعاة الإسلاميين وبعد أن تأثر بمحاضرات المتحدثين المذكورين أعلاه، مؤيدًا وتابعًا لتنظيم الدولة الإسلامية منذ سبتمبر 2014."
يقال إن أحد منفذي هجوم لندن في يونيو 2017 أصبح متطرفًا بعد مشاهدة مقاطع فيديو جبريل على يوتيوب.

## سياسة وانتقادات يوتيوب
بعد إجراء مراجعة في يونيو 2017 في أعقاب مذبحة جسر لندن، رفض موقع يوتيوب إزالة مقاطع فيديو جبريل، والتي تمت مشاهدتها أكثر من 1.5 مليون مرة حتى ذلك التاريخ، لأنها لم تنتهك إرشادات يوتيوب بشأن الدعوة إلى العنف. وقد ذكر موقع يوتيوب أن معظم مقاطع فيديو جبريل هي عبارة عن خطب دينية حول مواضيع متنوعة مثل تفسير القرآن الكريم، والسلوك الإسلامي، والصيام، والطب الغربي.
وقد واجهت استجابة يوتيوب انتقادات ودعوات إلى اتخاذ إجراءات أكثر صرامة. قالت الكاتبة المحافظة ميشيل مالكين: "من بين الدروس المستفادة المزعجة من هجوم جسر لندن الجهادي ما يلي: إذا نشرتَ مقاطع فيديو على يوتيوب تُشجّع المشاهدين المسلمين على قتل الأبرياء، فسيتركك يوتيوب وشأنك. أما إذا نشرتَ مقطع فيديو على يوتيوب يُكرّم الأبرياء الذين قُتلوا على يد جهاديين همجيين، فسيتم حظر مقطعك". وأن "التقدميين المستنيرين من دعاة السلام والمحبة في وادي السيليكون ليسوا مُستهجنين فحسب، بل أيديهم ملطخة بالدماء". اعترض المعلنون على موقع يوتيوب على وضع إعلاناتهم إلى جانب مقاطع فيديو مزعومة تحض على الكراهية، بما في ذلك جبريل.
في 18 يونيو 2017، ردًا على الانتقادات، أعلن موقع يوتيوب عن سياسة جديدة بموجبها سيكون من الصعب العثور على مقاطع الفيديو المتطرفة، مثل مقطع فيديو جبريل، على الرغم من عدم إزالتها من الموقع، مع ملصقات تحذيرية، وبدون تأييد المستخدمين أو تعليقاتهم أو إعلاناتهم.

## روابط خارجية
- الموقع الرسمي لأحمد موسى جبريل نسخة محفوظة 22 May 2018 على موقع واي باك مشين.
- قناة أحمد موسى جبريل على اليوتيوب.